# Can the Glam!
Can the Glam!: 80 Glambusters, Rockers, Shockers and Teenyboppers from the 70s! es una caja recopilatoria de varios artistas, publicada el 18 de marzo de 2022 por 7T's, subsidiaria de Cherry Red Records.

## Antecedentes
El 21 de febrero de 2022, el sello discográfico Cherry Red anunció la caja recopilatoria de 4 CDs Can the Glam!, cuyo lanzamiento estaba previsto para el 18 de marzo de 2022 a través de la subsidiaria 7T's. El álbum fue nombrado después de «Can the Can», canción de Suzi Quatro.
El 17 de febrero de 2023, 7T's publicó Teenage Glampage! como una continuación a Can the Glam!

## Recepción de la crítica
El crítico de AllMusic, Fred Thomas, comentó: “Cualquiera que busque una introducción al glam rock tendrá mucho que digerir con esta compilación cuidadosamente seleccionada, pero incluso los entusiastas del glam experimentados pueden encontrar una o dos sorpresas aquí”. El crítico de Louder Than War, Ian Canty, declaró: “A pesar de tener algunas dudas sobre las últimas etapas del disco cuatro, Can The Glam nunca es menos que divertido y hay muchas alegrías reales por descubrir entre los rincones más oscuros del set”.
El crítico de Spectrum Culture, Will Pinfold, lo describió como “un extenso compendio de lo bueno, lo malo y lo feo del glam rock, con una gran carga hacia los desconocidos y también los que emergieron al final de la locura”. El crítico de la revista Goldmine, Dave Thompson, describió Can the Glam! como “el tipo de paquete de ‘grandes éxitos’ que ningún coleccionista puede resistir, sin importar cuántas fallas también contenga”.

## Lista de canciones

### Disco uno
1. «Take Me for What I Am» (Shepperton Flames) – 2:14
2. «You're All I Need» (Baron Knights) – 3:11
3. «Metal Guru» (T. Rex) – 2:25
4. «Make Hay While the Sun Shines» (Squeek) – 2:58
5. «Good Time Coming» (Bitch) – 2:54
6. «All Because of You» (Geordie) – 2:41
7. «War Against War» (Pheon Bear) – 3:03
8. «Take It Shake It Break My Heart» (Vanity Fare) – 2:28
9. «Can the Can» (Suzi Quatro) – 3:35
10. «Cigarettes Women and Wine» (Chicory Tip) – 2:28
11. «Jam Jam» (American Jam Band) – 3:15
12. «Rave 'n' Rock» (Daddy Maxfield) – 2:55
13. «Keep On Dancing» (Cardinal Point) – 3:27
14. «Fire» (The Walkers) – 3:10
15. «Let's Go» (Rock Rebellion) – 3:02
16. «Sweet Silver Anny» (BZN) – 3:25
17. «Do You Wanna Dance?» (Barry Blue) – 3:51
18. «Let's Do It Again» (Crunch) – 2:53
19. «Jealous Mind» (Alvin Stardust) – 2:40
20. «Bam Bam Battering Ram» (The Arrows) – 2:37

### Disco dos
1. «We're Really Gonna Raise the Roof» (Slade) – 3:10
2. «Father John» (Lemming) – 3:28
3. «The Cat Crept In» (Mud) – 4:02
4. «Suzie» (Guy Darrel) – 2:39
5. «Long Legged Woman Dressed in Black» (Mungo Jerry) – 2:53
6. «Are You Ready?» (Paul Ryder) – 2:46
7. «Morning Bird» (The Dammed) – 2:30
8. «Why Love» (The Ritz) – 3:43
9. «Turn Me Down» (Streakers) – 2:27
10. «My Revolution» (Renegade) – 2:28
11. «Gang Man» (Shakane) – 3:34
12. «Good Time Fanny» (Angel) – 2:58
13. «We Don't Care» (Gumbo) – 3:18
14. «The Witch» (Casuals) – 2:47
15. «Getting Hungry» (Big Boy Blue) – 3:08
16. «The Comets Are Coming» (Washington Flyers) – 2:28
17. «Make Me a Superman» (Stumpy) – 2:14
18. «There's a Raver Coming Home» (Sisters) – 3:28
19. «Shout It Out» (Glitter Band) – 2:14
20. «Take Me Shake Me» (Light Fantastic) – 3:34

### Disco tres
1. «Baby Blue» (Micky Moonshine) – 2:55
2. «Teeny Bopper Band» (Catapult) – 2:50
3. «You Need Love» (Blackfoot Sue) – 4:02
4. «Juke Box Jive» (Rubettes) – 3:02
5. «On the Planet of the Apes» (Shabam) – 2:38
6. «The Race» (Go Go Thunder) – 3:26
7. «I Get a Buzz» (Fifth Form) – 2:25
8. «Back Home» (Bilbo Baggins) – 3:07
9. «Game's Up» (Hello) – 2:50
10. «Sweet Music» (Showaddywaddy) – 2:54
11. «Motorbike Girl» (Shelby) – 2:30
12. «Do That» (Barry Ryan) – 2:58
13. «Roller Skatin' Baby» (Fynnius Fogg) – 3:25
14. «Run Run Run Run Run» (Tim Dandy) – 2:48
15. «Little Cinderella» (Beano) – 2:55
16. «Shot Down in Action» (Anton) – 2:59
17. «Thrill Me with Your Love» (Phoenix) – 2:40
18. «Dancin' to the Music» (Fogg) – 3:21
19. «Let's Go» (Bay City Rollers) – 3:26
20. «It's Getting Sweeter All the Time» (Shorty) – 2:44

### Disco cuatro
1. «Baby I Love You, OK» (Kenny) – 3:48
2. «So What If I Am» (Paper Lace) – 3:26
3. «Supersonic» (Andy Bown) – 3:14
4. «I Wanna Fall in Love» (April) – 2:42
5. «Hate Generator» (Dancer) – 3:02
6. «Sugar Shack» (Lee Dallon) – 2:08
7. «Devil Rides Tonight» (Shabby Tiger) – 2:56
8. «Rock Star» (Bearded Lady) – 3:06
9. «Do the Buster» (Bo Flyers) – 2:25
10. «It Came in the Night» (A Raincoat) – 3:10
11. «I Hate the Music» (John Paul Young) – 3:52
12. «Hey I Love You» (Mabel) – 3:20
13. «In Zaire» (Johnny Wakelin) – 3:20
14. «The Kid's a Punk» (Slik) – 4:05
15. «Easy Lovin' Lady» (Bobby Dazzler) – 2:49
16. «Gimme Some» (Brendon) – 3:31
17. «The Crunch» (The Rah Band) – 3:39
18. «Don'tcha Like Boys» (Bryan Evans) – 3:05
19. «The Best Part of Breaking Up» (Teezers) – 3:02
20. «Good Times» (Jeff Allen) – 3:16

## Posicionamiento
| Gráfica (2022)                     | Pico de posición |
| ---------------------------------- | ---------------- |
| Reino Unido (UK Compilation Chart) | 66               |